# Smaug mossambicus
Espèce
Synonymes
- Cordylus warreni mossambicus Fitzsimons, 1958
- Cordylus mossambicus Fitzsimons, 1958

Statut CITES
Smaug mossambicus est une espèce de sauriens de la famille des Cordylidae.

## Répartition
Cette espèce se rencontre au Zimbabwe et au Mozambique.

## Publication originale
- FitzSimons, 1958 : A new Cordylus from Gorongoza, Mocambique. Annals of the Natal Museum, vol. 14, n. 2, p. 351-353 (texte intégral).